# Чемпіонат світу з легкої атлетики в приміщенні 2018 — 60 метрів (жінки)
Змагання з бігу на 60 метрів серед жінок на Чемпіонаті світу з легкої атлетики в приміщенні 2018 у Бірмінгемі відбулись 2 березня в Арені Бірмінгем.

## Рекорди
На початок змагань основні рекордні результати були такими:
| WIR | Ірина Привалова Росія | 6,92 | Мадрид Іспанія | 11 лютого 1993  |
| WIR | Ірина Привалова Росія | 6,92 | Мадрид Іспанія | 9 лютого 1995   |
| CR  | Ґейл Діверс США       | 6,95 | Торонто Канада | 12 березня 1993 |
| WL  | Джав'ян Олівер США    | 7,02 | Альбукерке США | 18 лютого 2018  |

Під час змагань були покращені наступні основні рекордні результати:
| WL | Мюріель Ауре Кот-д'Івуар | 7,01 | Бірмінгем Велика Британія | 2 березня 2018 |
| WL | Мюріель Ауре Кот-д'Івуар | 6,97 | Бірмінгем Велика Британія | 2 березня 2018 |

## Розклад
| Дата           | Час початку | Стадія    |
| -------------- | ----------- | --------- |
| 3 березня 2018 | 10:35       | Забіги    |
| 3 березня 2018 | 18:50       | Півфінали |
| 3 березня 2018 | 21:38       | Фінал     |

Вказаний місцевий час (UTC+0)

## Результати

### Забіги
Умови кваліфікації до наступного раунду: перші троє з кожного забігу (Q) та шестеро найшвидших за часом з тих, які посіли у забігах місця, починаючи з четвертого (q).
Забіг 1
| Місце | Атлетка              | Країна            | Час  | Примітки |
| ----- | -------------------- | ----------------- | ---- | -------- |
| 1     | Езінн Окпараебо      | Норвегія          | 7,22 | Q        |
| 2     | Мішель-Лі Айе        | Тринідад і Тобаго | 7,23 | Q        |
| 3     | Джав'ян Олівер       | США               | 7,29 | Q        |
| 4     | Б'янка Вільямс       | Велика Британія   | 7,31 | q        |
| 5     | Вей Юнлі             | Китай             | 7,35 |          |
| 6     | Христина Тимановська | Білорусь          | 7,37 |          |
| 7     | К'яра Невілл         | Ірландія          | 7,47 |          |

Забіг 2
| Місце | Атлетка           | Країна      | Час  | Примітки |
| ----- | ----------------- | ----------- | ---- | -------- |
| 1     | Марі-Жозе Та Лу   | Кот-д'Івуар | 7,17 | Q        |
| 2     | Елейн Томпсон     | Ямайка      | 7,20 | Q        |
| 3     | Анна Кєлбасинська | Польща      | 7,23 | Q, PB    |
| 4     | Розанжела Сантус  | Бразилія    | 7,32 |          |
| 5     | Емі Фостер        | Ірландія    | 7,35 |          |
| 6     | Ісідора Хіменес   | Чилі        | 7,38 |          |
| 7     | Джолін Джекобс    | Намібія     | 7,67 |          |
| 8     | Мазун Аль Алаві   | Оман        | 7,78 | NIR      |

Забіг 3
| Місце | Атлетка           | Країна     | Час  | Примітки |
| ----- | ----------------- | ---------- | ---- | -------- |
| 1     | Дафне Схіперс     | Нідерланди | 7,19 | Q        |
| 2     | Каріна Хорн       | ПАР        | 7,23 | Q        |
| 3     | Лян Сяоцзин       | Китай      | 7,24 | Q        |
| 4     | Крістал Еммануель | Канада     | 7,26 | q, SB    |
| 5     | Клара Сейдлова    | Чехія      | 7,30 | q        |
| 6     | Лорен Базолу      | Португалія | 7,39 |          |
| 7     | Ім Лан Лой        | Макао      | 7,69 | NIR      |
| 8     | Крістіна Лловера  | Андорра    | 7,84 |          |

Забіг 4
| Місце | Атлетка              | Країна                        | Час  | Примітки |
| ----- | -------------------- | ----------------------------- | ---- | -------- |
| 1     | Кароль Заї           | Франція                       | 7,11 | Q, PB    |
| 2     | Муджинга Камбунджі   | Швейцарія                     | 7,15 | Q        |
| 3     | Гейон Еванс          | Ямайка                        | 7,33 | Q        |
| 4     | Ямілє Самуель        | Нідерланди                    | 7,34 |          |
| 5     | Христина Стуй        | Україна                       | 7,34 |          |
| 6     | Таїша Харріган-Скотт | Британські Віргінські Острови | 7,50 |          |
| 7     | Ясмін Квадво         | Німеччина                     | 7,68 |          |
| 8     | Кенді Розалес Мадрид | Гондурас                      | 8,18 | PB       |

Забіг 5
| Місце | Атлетка                     | Країна          | Час  | Примітки |
| ----- | --------------------------- | --------------- | ---- | -------- |
| 1     | Мюріель Ауре                | Кот-д'Івуар     | 7,12 | Q        |
| 2     | Аша Філіп                   | Велика Британія | 7,18 | Q        |
| 3     | Дестіні Картер              | США             | 7,24 | Q        |
| 4     | Айла Дель Понте             | Швейцарія       | 7,31 | q        |
| 5     | Віторія Крістіна Роза       | Бразилія        | 7,39 |          |
| 6     | Рафаілія Спанудакі-Хациріга | Греція          | 7,40 |          |
| 7     | Матільде Крамер             | Данія           | 7,43 | PB       |
| 8     | Патріша Теа                 | Острови Кука    | 7,90 | NIR      |

Забіг 6
| Місце | Атлетка               | Країна                      | Час  | Примітки |
| ----- | --------------------- | --------------------------- | ---- | -------- |
| 1     | Татьяна Пінто         | Німеччина                   | 7,18 | Q        |
| 2     | Ремона Берчелл        | Ямайка                      | 7,19 | Q        |
| 3     | Ева Свобода           | Польща                      | 7,24 | Q        |
| 4     | Анна Бонджорні        | Італія                      | 7,24 | q, PB    |
| 5     | Келлі-Енн Баптіст     | Тринідад і Тобаго           | 7,25 | q, SB    |
| 6     | Андреа Пуріка         | Венесуела                   | 7,36 |          |
| 7     | Флінгс Овусу-Агьяпонг | Гана                        | 7,49 |          |
| 8     | Зарін Сапонг          | Північні Маріанські острови | 8,54 | PB       |

### Півфінали
Умови кваліфікації до наступного раунду: перші двоє з кожного забігу (Q) та двоє найшвидших за часом з тих, які посіли у забігах місця, починаючи з третього (q).
Забіг 1
| Місце | Атлетка           | Країна            | Час  | Примітки |
| ----- | ----------------- | ----------------- | ---- | -------- |
| 1     | Мюріель Ауре      | Кот-д'Івуар       | 7,01 | Q, WL    |
| 2     | Елейн Томпсон     | Ямайка            | 7,07 | Q, SB    |
| 3     | Дафне Схіперс     | Нідерланди        | 7,09 | q, SB    |
| 4     | Джав'ян Олівер    | США               | 7,10 |          |
| 5     | Аша Філіп         | Велика Британія   | 7,13 |          |
| 6     | Келлі-Енн Баптіст | Тринідад і Тобаго | 7,21 | SB       |
| 7     | Лян Сяоцзин       | Китай             | 7,30 |          |
| 8     | Айла Дель Понте   | Швейцарія         | 7,40 |          |

Забіг 2
| Місце | Атлетка           | Країна            | Час  | Примітки |
| ----- | ----------------- | ----------------- | ---- | -------- |
| 1     | Марі-Жозе Та Лу   | Кот-д'Івуар       | 7,08 | Q        |
| 2     | Мішель-Лі Айе     | Тринідад і Тобаго | 7,15 | Q, SB    |
| 2     | Ремона Берчелл    | Ямайка            | 7,15 | Q        |
| 4     | Татьяна Пінту     | Німеччина         | 7,18 |          |
| 5     | Ева Свобода       | Польща            | 7,25 |          |
| 6     | Крістал Еммануель | Канада            | 7,27 |          |
| 7     | Дестіні Картер    | США               | 7,28 |          |
| 8     | Клара Сейдлова    | Чехія             | 7,35 |          |

Забіг 3
| Місце | Атлетка            | Країна          | Час  | Примітки |
| ----- | ------------------ | --------------- | ---- | -------- |
| 1     | Муджинга Камбунджі | Швейцарія       | 7,10 | Q        |
| 2     | Кароль Заї         | Франція         | 7,17 | Q        |
| 3     | Каріна Хорн        | ПАР             | 7,18 |          |
| 4     | Езінн Окпараебо    | Норвегія        | 7,19 |          |
| 5     | Анна Кєлбасинська  | Польща          | 7,23 | PB       |
| 6     | Б'янка Вільямс     | Велика Британія | 7,26 | PB       |
| 7     | Анна Бонджорні     | Італія          | 7,30 |          |
| 8     | Гейон Еванс        | Ямайка          | DNS  |          |

### Фінал
| Місце | Атлет              | Країна            | Час  | Примітки |
| ----- | ------------------ | ----------------- | ---- | -------- |
| 1     | Мюріель Ауре       | Кот-д'Івуар       | 6,97 | WL       |
| 2     | Марі-Жозе Та Лу    | Кот-д'Івуар       | 7,05 | PB       |
| 3     | Муджинга Камбунджі | Швейцарія         | 7,05 |          |
| 4     | Елейн Томпсон      | Ямайка            | 7,08 |          |
| 5     | Дафне Схіперс      | Нідерланди        | 7,10 |          |
| 6     | Мішель-Лі Айе      | Тринідад і Тобаго | 7,13 |          |
| 7     | Кароль Заї         | Франція           | 7,19 |          |
| 8     | Ремона Берчелл     | Ямайка            | 7,50 |          |